# Estação Asuka (Antártica)

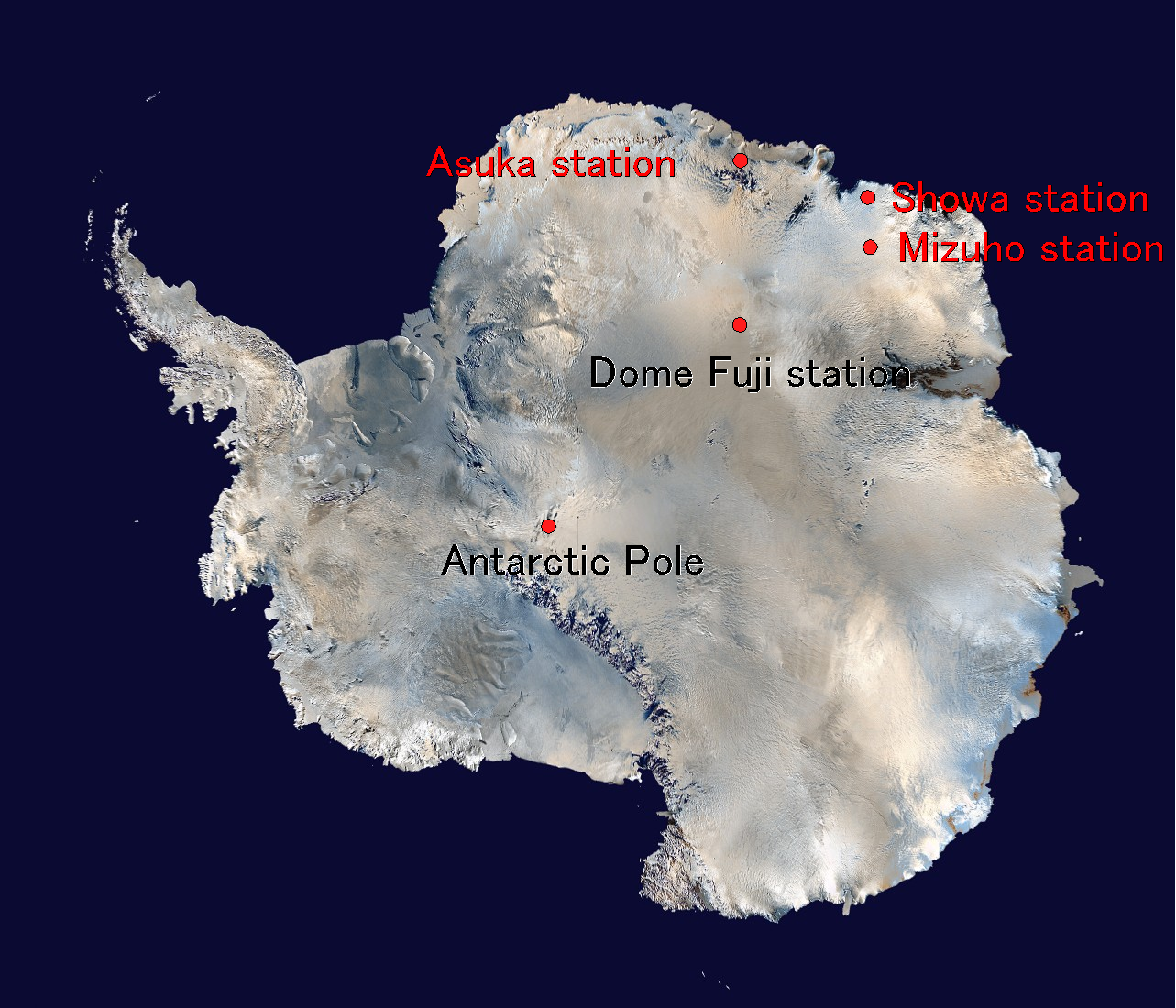
A localização da Estação Asuka

A Estação Asuka (あすか基地, Asuka Kichi) é uma base de observação antártica japonesa permanente não-tripulada. Está localizada na Terra da Rainha Maud e foi aberta em 1985.